# Taça de Portugal 1982-1983
La Taça de Portugal 1982-1983 fu la 43ª edizione della Coppa di Portogallo. Il Benfica si aggiudicò la sua diciottesima coppa nazionale (la terza in quattro anni) battendo 1-0 in finale il Porto grazie alla rete di Carlos Manuel.

## Sedicesimi di finale
| Locali       | Risultato | Ospiti             |
| ------------ | --------- | ------------------ |
| Leixões      | 3 - 1     | Estrela Portalegre |
| São Martinho | 1 - 3     | Farense            |

| Locali            | Risultato      | Ospiti               |
| ----------------- | -------------- | -------------------- |
| Esperança Lagos   | 6 - 0          | Coelima              |
| Cinfães           | 1 - 0          | Riopele              |
| Porto             | 5 - 0          | Famalicão            |
| Gil Vicente       | 2 - 0 (d.t.s.) | Fafe                 |
| Valdevez          | 1 - 0 (d.t.s.) | Comércio e Indústria |
| Peniche           | 1 - 2          | Boavista             |
| Vitória Guimarães | 0 - 0 (d.t.s.) | Académica            |
| Paços Ferreira    | 1 - 5          | Benfica              |
| Limianos          | 0 - 2          | Portimonense         |
| AD Poiares        | 0 - 1          | Naval                |
| Quimigal Barreiro | 0 - 1          | Silves               |
| Sporting Lisbona  | 5 - 0          | Estoril Praia        |
| Braga             | 2 - 0          | Alcobaça             |
| Lusitano          | 3 - 3 (d.t.s.) | Espinho              |

### Ripetizioni
| Locali    | Risultato | Ospiti            |
| --------- | --------- | ----------------- |
| Espinho   | 1 - 0     | Lusitano          |
| Académica | 3 - 2     | Vitória Guimarães |

## Ottavi di finale
| Locali | Risultato | Ospiti   |
| ------ | --------- | -------- |
| Silves | 0 - 1     | Boavista |

| Locali       | Risultato | Ospiti           |
| ------------ | --------- | ---------------- |
| Farense      | 0 - 1     | Sporting Lisbona |
| Portimonense | 3 - 1     | Gil Vicente      |
| Naval        | 0 - 5     | Braga            |
| Leixões      | 1 - 2     | Benfica          |
| Valdevez     | 1 - 0     | Cinfães          |
| Porto        | 3 - 1     | Espinho          |
| Académica    | 4 - 1     | Esperança Lagos  |

## Quarti di finale
| Locali | Risultato | Ospiti |
| ------ | --------- | ------ |
| Porto  | 3 - 0     | Braga  |

| Locali       | Risultato     | Ospiti           |
| ------------ | ------------- | ---------------- |
| Portimonense | 1 - 0         | Boavista         |
| Benfica      | 3 - 0         | Sporting Lisbona |
| Académica    | 2 - 1 (d.t.s) | Valdevez         |

## Semifinali
| Locali  | Risultato | Ospiti       |
| ------- | --------- | ------------ |
| Porto   | 9 - 1     | Académica    |
| Benfica | 2 - 1     | Portimonense |

## Finale
| Arbitro: | Mário Luís (Santarém) |

|  |           |                   |
|  | Marcatori | 20’ Carlos Manuel |

| Porto | Benfica |

### Formazioni
| Porto              |   |                         |             |     |
|                    |   |                         |             |     |
| POR                | 1 | Zé Beto                 |             |     |
| DIF                |   | António Lima Pereira () |             |     |
| DIF                |   | Eurico Gomes            |             |     |
| DIF                |   | Augusto Inácio          |             | 45’ |
| DIF                |   | João Pinto              |             |     |
| CEN                |   | Jaime Pacheco           |             | 45’ |
| CEN                |   | António Sousa           |             |     |
| CEN                |   | António Frasco          |             |     |
| CEN                |   | Jaime Magalhães         |             |     |
| ATT                |   | Jacques Pereira         |             |     |
| ATT                |   | Fernando Gomes          | Ammonizione |     |
| Sostituiti:        |   |                         |             |     |
| POR                |   | António Amaral          |             |     |
| DIF                |   | Eduardo Luís            |             |     |
| CEN                |   | Rodolfo Reis            |             | 45’ |
| CEN                |   | José Alberto Costa      |             |     |
| ATT                |   | Mickey Walsh            |             | 45’ |
| Allenatore:        |   |                         |             |     |
| José Maria Pedroto |   |                         |             |     |

| Benfica             |   |                      |  |     |
|                     |   |                      |  |     |
| POR                 | 1 | Manuel Bento ()      |  |     |
| DIF                 |   | António Veloso       |  |     |
| DIF                 |   | Minervino Pietra     |  |     |
| DIF                 |   | António Oliveira     |  |     |
| DIF                 |   | António Bastos Lopes |  |     |
| DIF                 |   | Álvaro Magalhães     |  |     |
| CEN                 |   | José Luís            |  |     |
| CEN                 |   | Glenn Strömberg      |  | 85’ |
| CEN                 |   | Carlos Manuel        |  |     |
| ATT                 |   | Zoran Filipović      |  | 59’ |
| ATT                 |   | Nené                 |  |     |
| Sostituiti:         |   |                      |  |     |
| POR                 |   | Delgado              |  |     |
| DIF                 |   | Carlos Pereira       |  |     |
| CEN                 |   | Diamantino Miranda   |  |     |
| CEN                 |   | Shéu                 |  | 85’ |
| CEN                 |   | Paulo Padinha        |  | 59’ |
| Allenatore:         |   |                      |  |     |
| Sven-Göran Eriksson |   |                      |  |     |